# Bambrugge
Bambrugge est une section de la commune belge d'Erpe-Mere dans le Denderstreek sur le Molenbeek située en Région flamande dans la province de Flandre-Orientale. C'était une commune à part entière avant la fusion des communes de 1977. Bambrugge à aussi un hameau : Egem.

## Démographie

### Évolution démographique

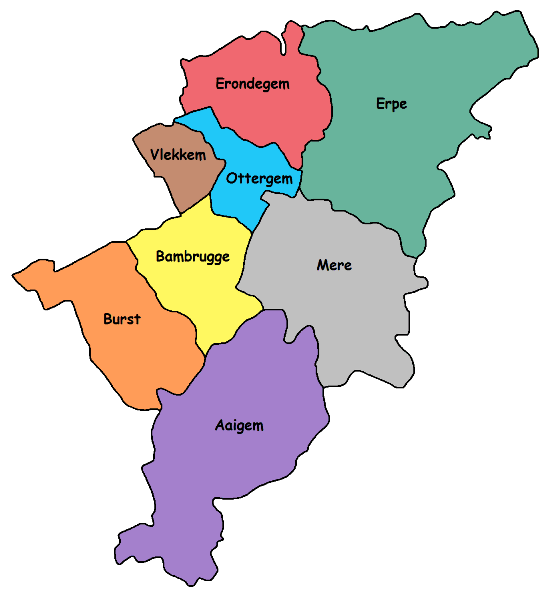
Localisation de Bambrugge dans Erpe-Mere

- Sources : INS, Rem. : 1831 jusqu'en 1970 = recensements, 1976 = nombre d'habitants au 31 décembre[2].

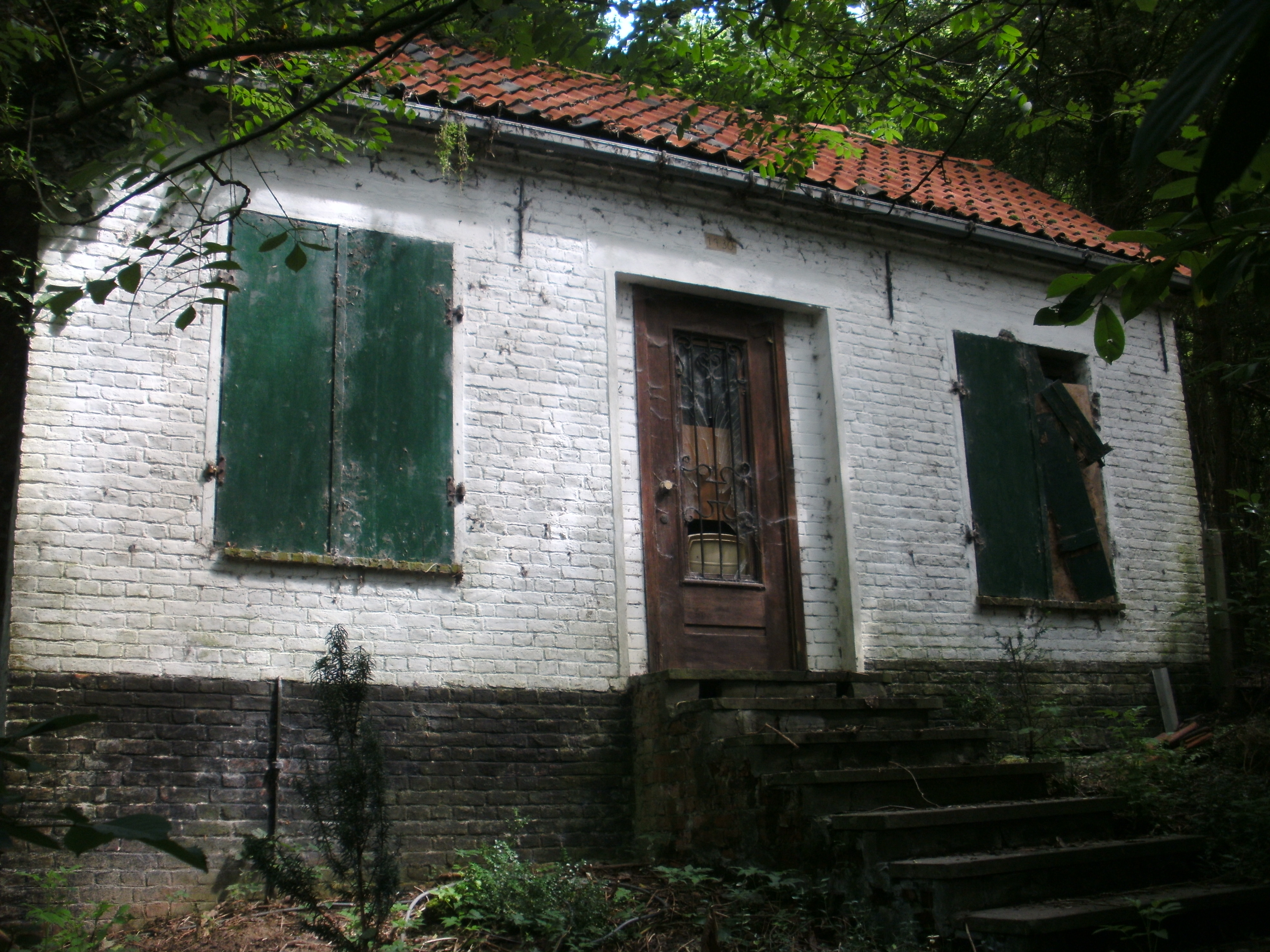
Le carter de la Egemmolen à Bambrugge
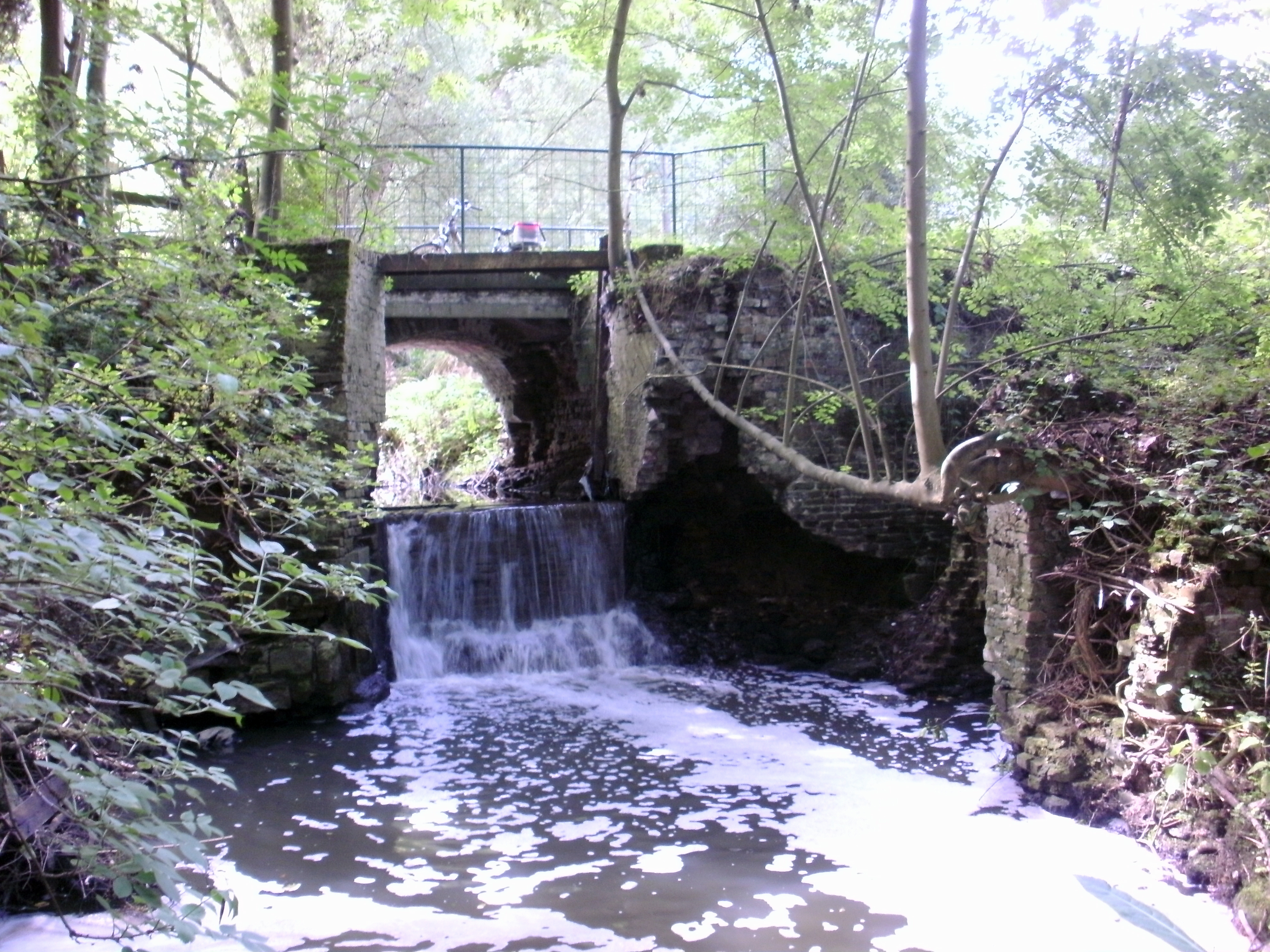
Les vestiges de la Egemmolen à Bambrugge
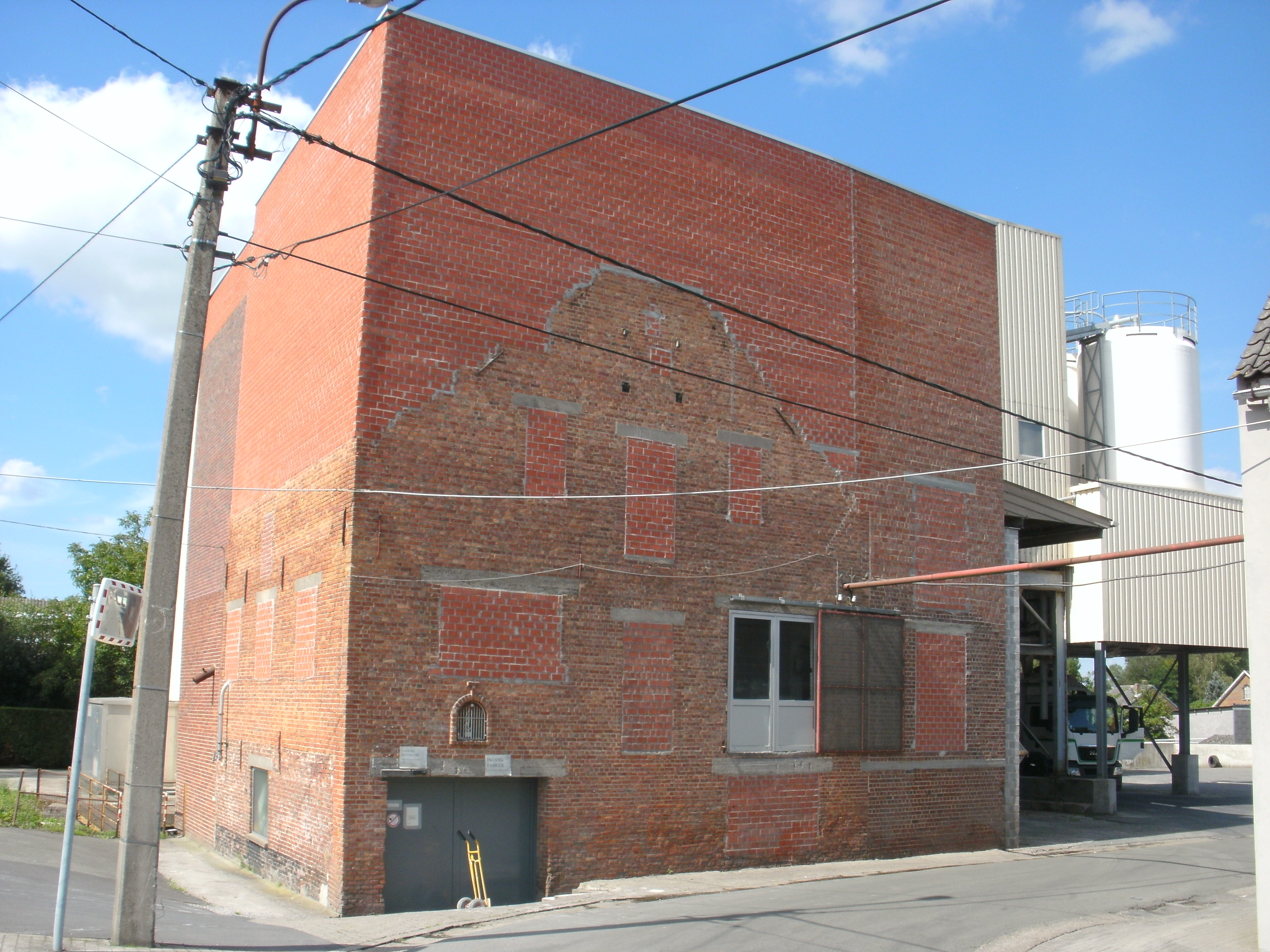
Vue de face des Molens Van Sande à Bambrugge
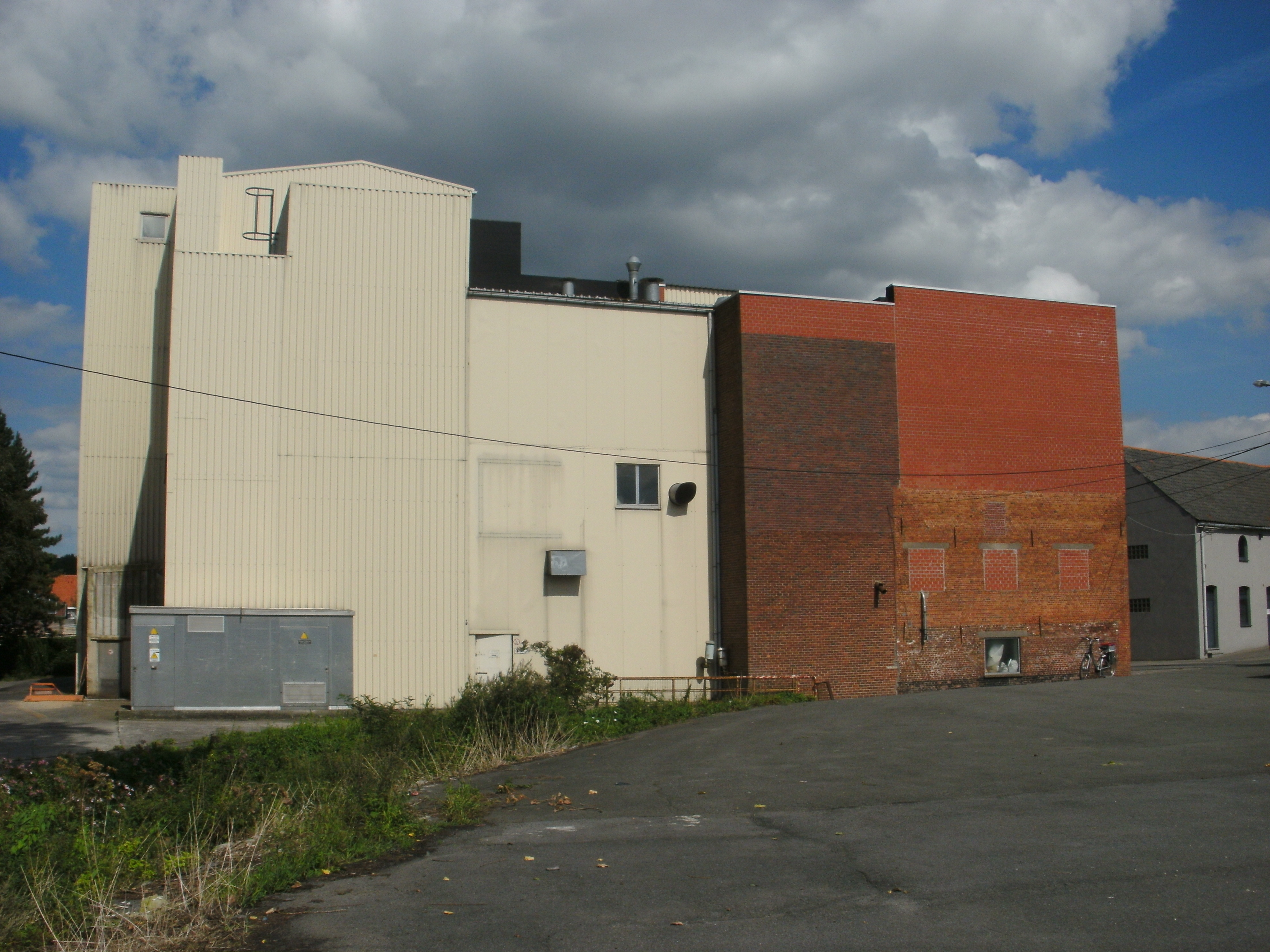
Vue latérale des Molens Van Sande à Bambrugge
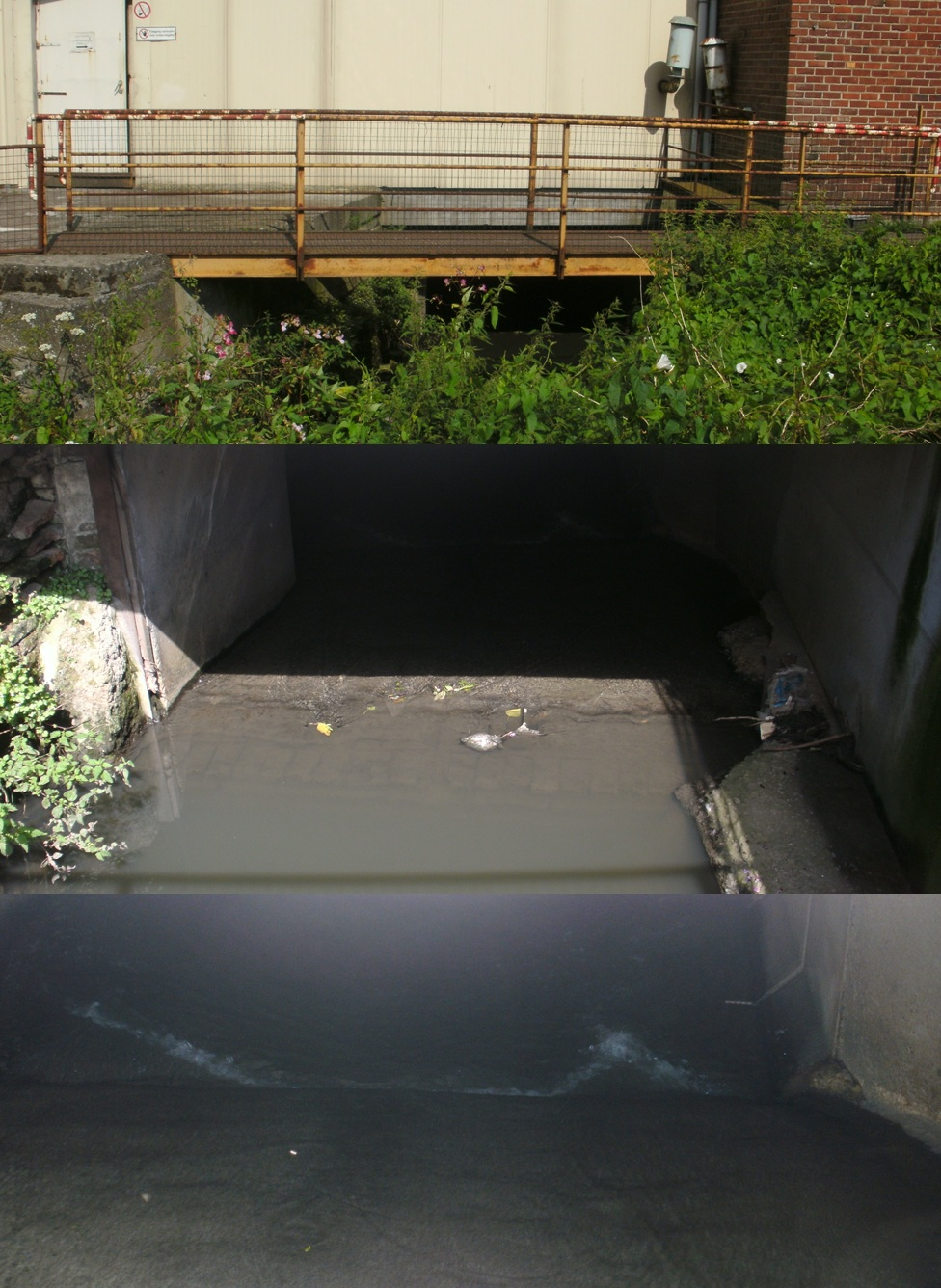
Place où la roue de moulin des Molens Van Sande était à Bambrugge
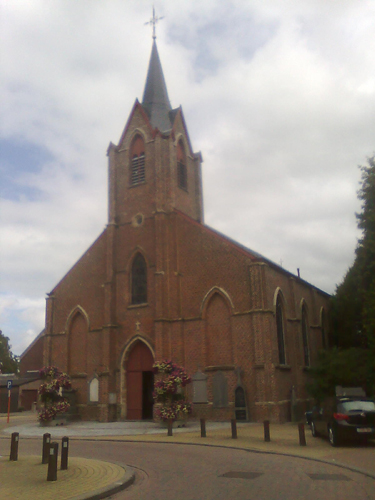
L'église de Bambrugge
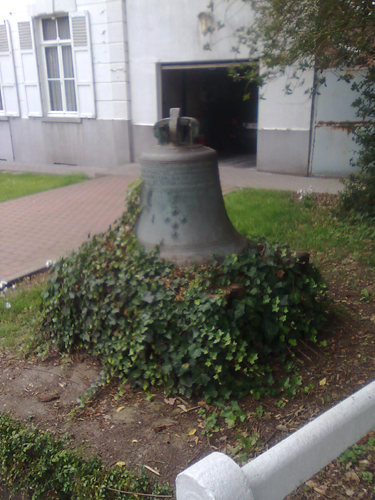
La vieille cloche d'église de Bambrugge
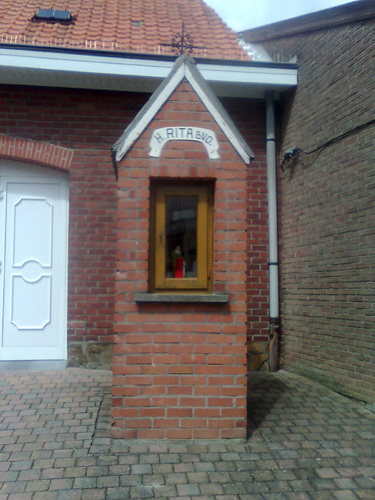
La chapelle à Bambruggedorp
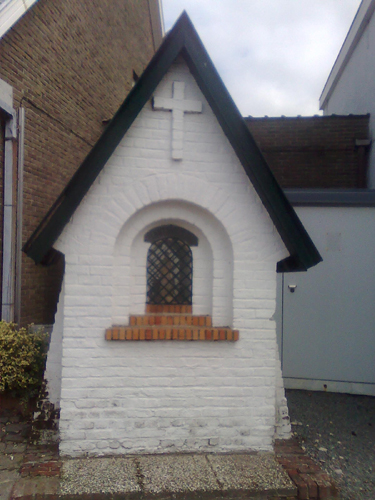
La chapelle à Dries
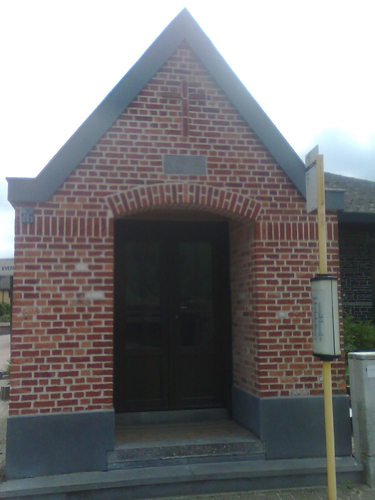
La chapelle à Egemstraat
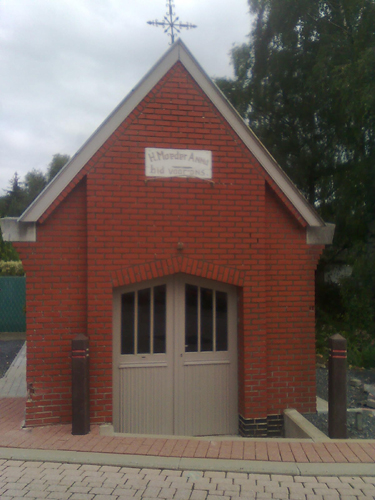
La chapelle à Katstraat
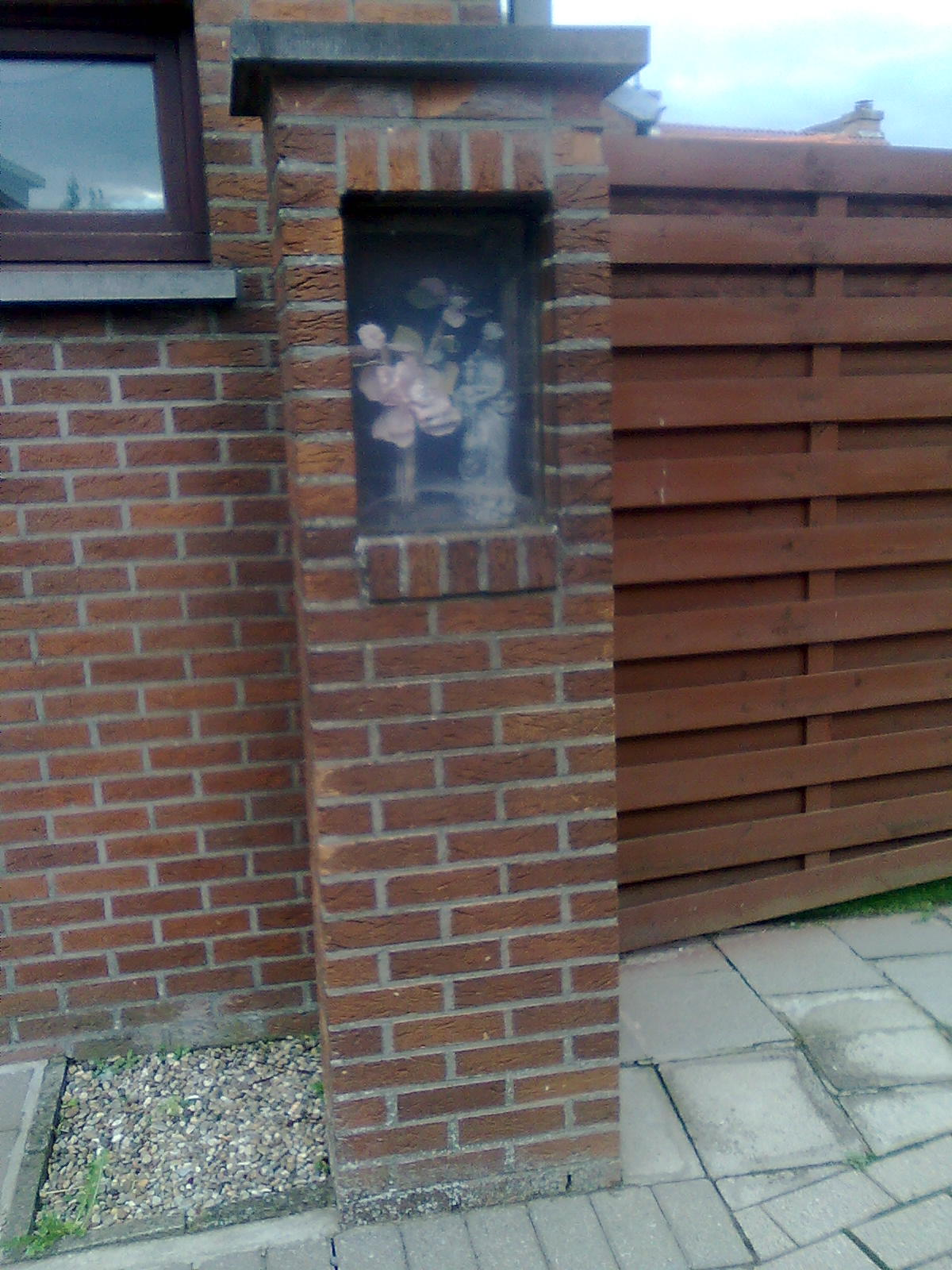
La chapelle à Kwalestraat
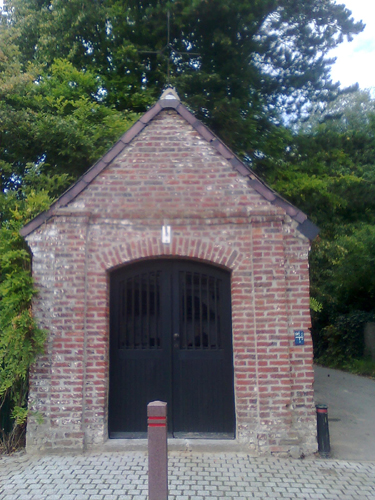
La chapelle à Landsheerstraat
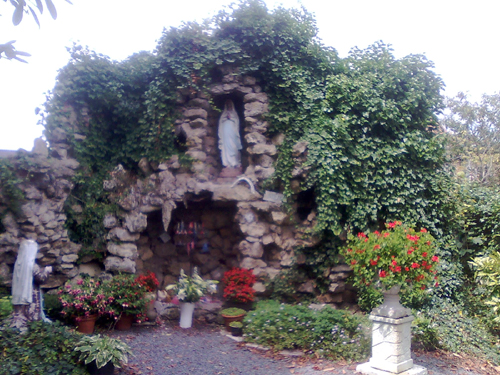
La grotte à Bambrugge
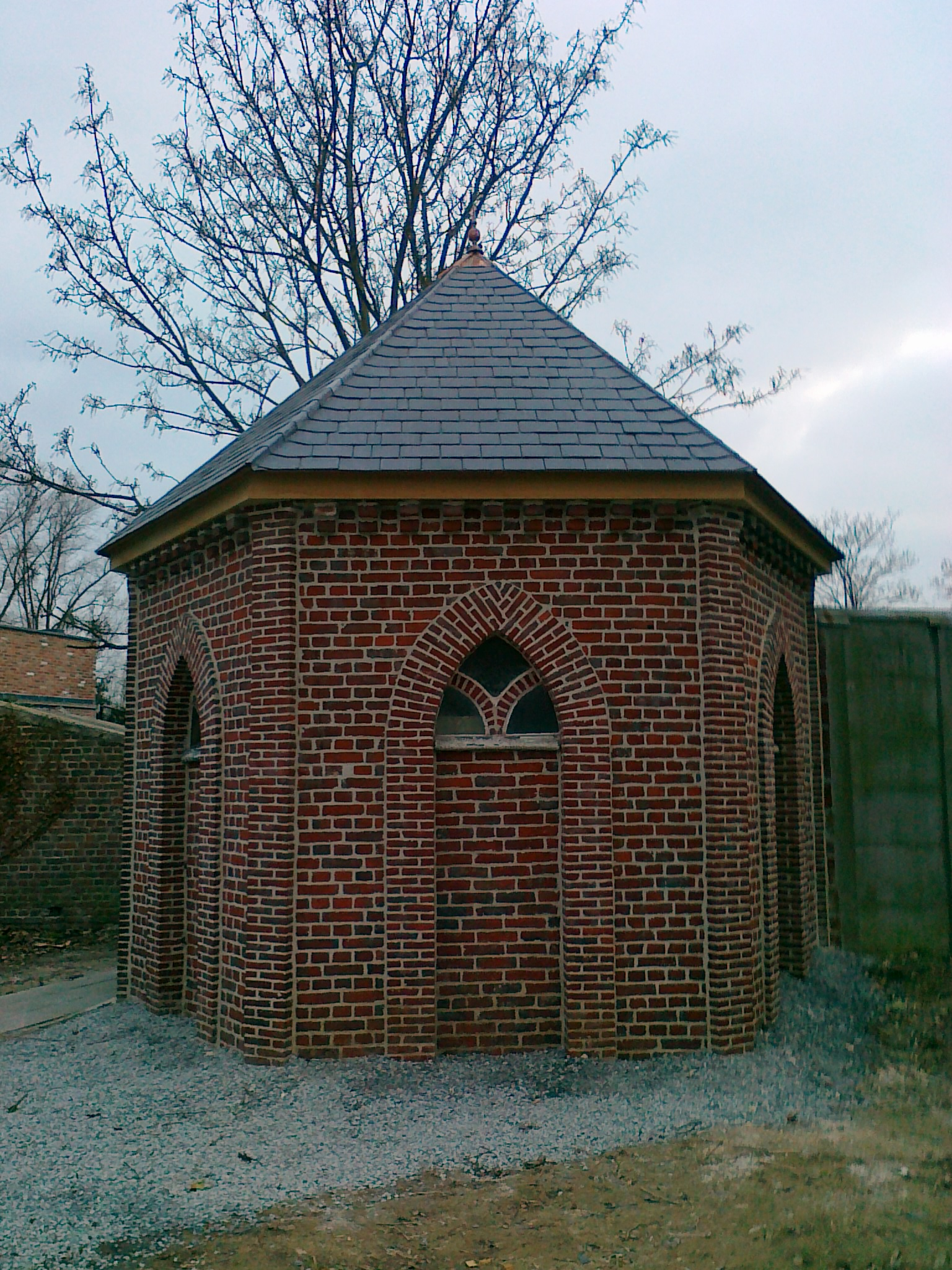
La morgue à Bambrugge
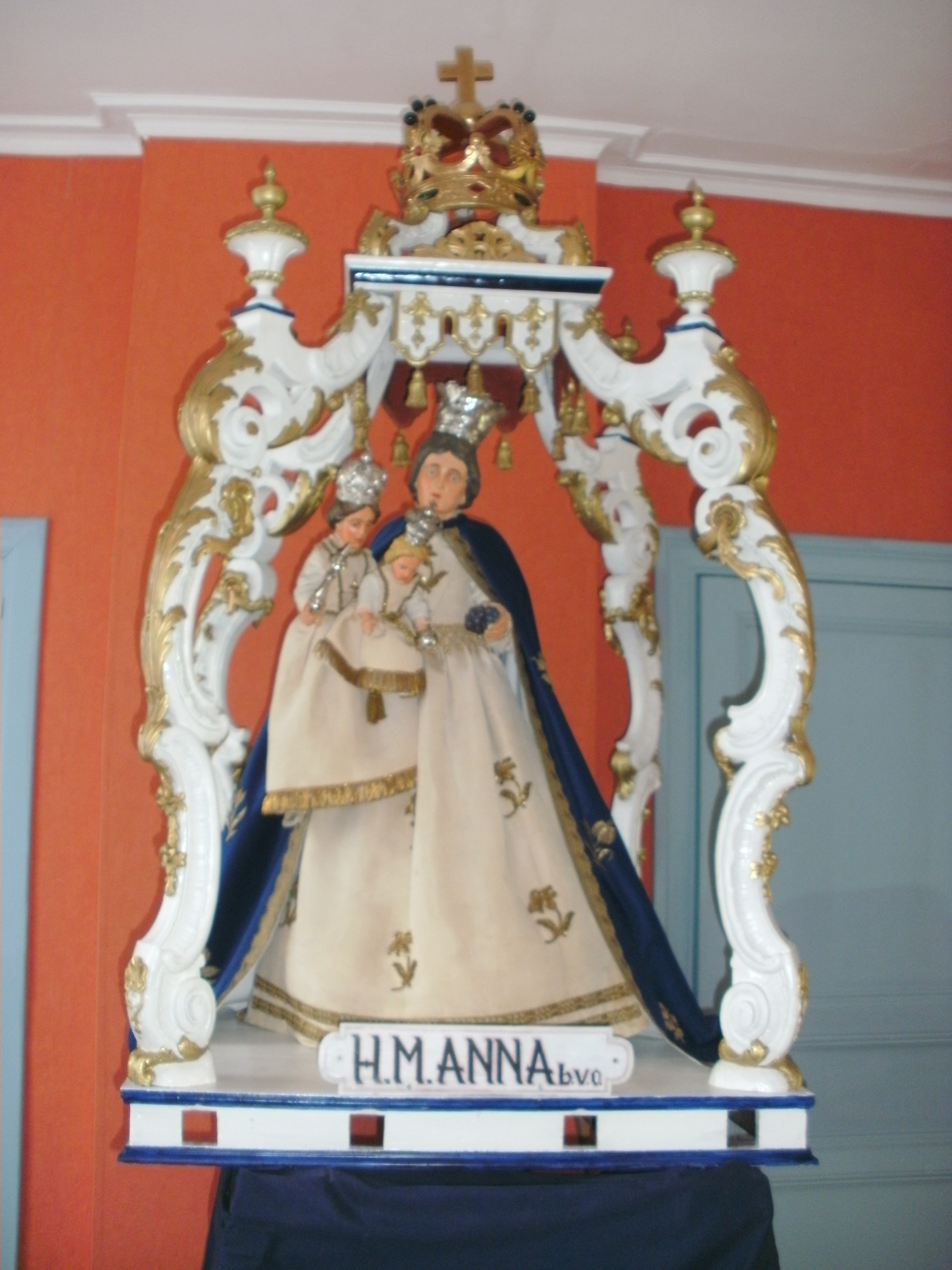
La statue de Sainte Anne sur son palanquin
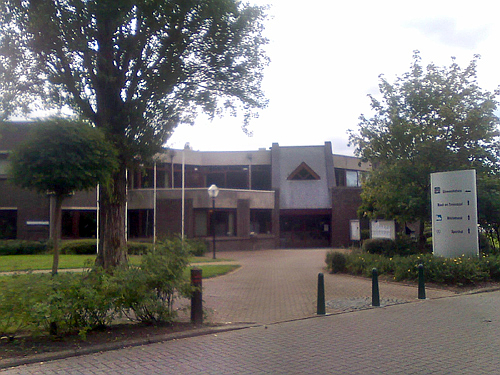
La mairie d'Erpe-Mere, à Steenberg dans Bambrugge
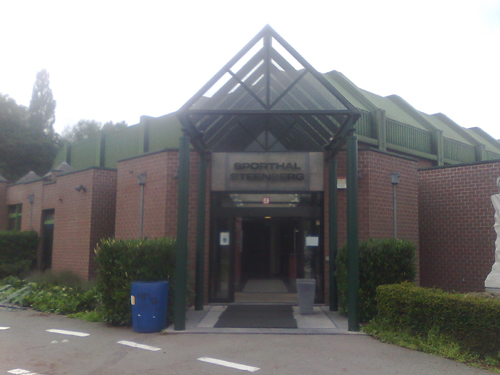
La salle omnisports d'Erpe-Mere, à Steenberg dans Bambrugge
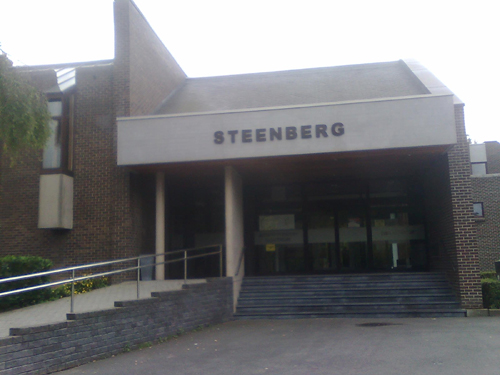
La bibliothèque d'Erpe-Mere, à Steenberg dans Bambrugge
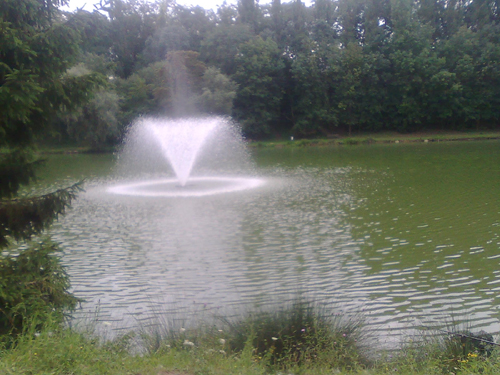
L'étang de Steenberg à Bambrugge
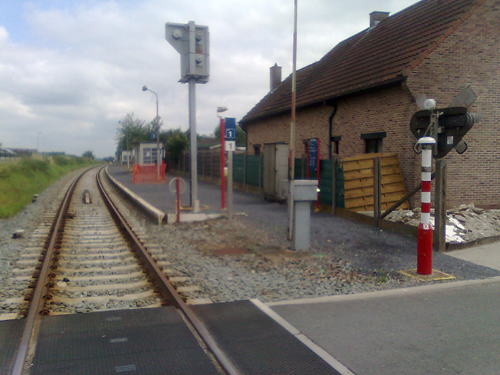
La gare de Bambrugge
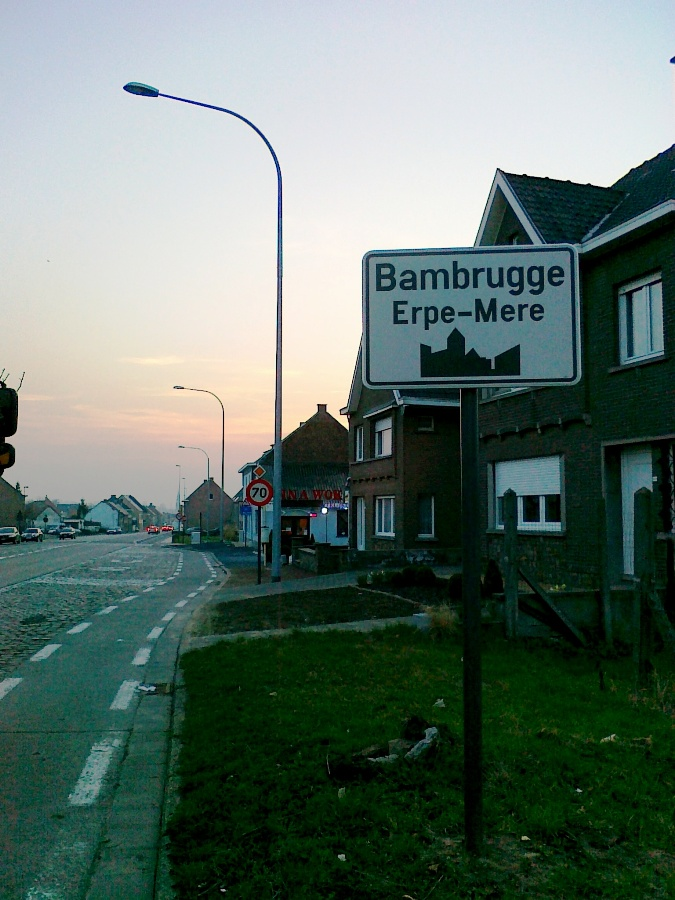
Le commencement de l'agglomération de Bambrugge
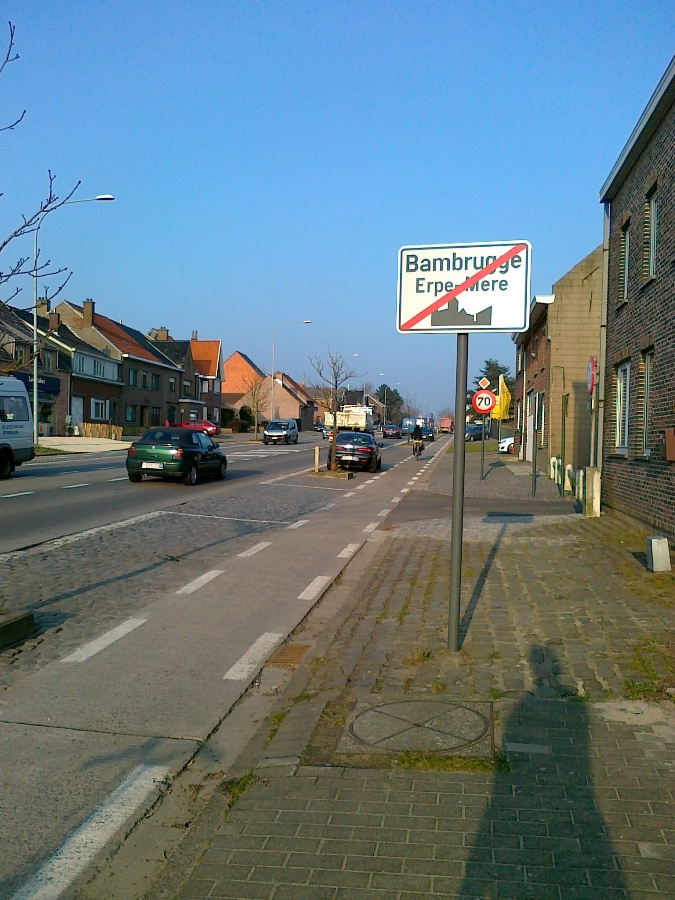
La fin de l'agglomération de Bambrugge

## Sports
Dernière mise à jour : 25 juillet 2021.
Le club  Koninklijke Erpe Mere United est un club de football basé dans le village de Bambrugge. Porteur du matricule 5343, il est issu de la fusion du K. RC Bambrugge (5343) avec le FC Mere (4057) au terme de la saison 2020-2021.
En 2021, un projet de fusion (entre plusieurs cercles) est dans l'air depuis plusieurs saisons. Il tend à se concrétiser entre les deux entités concernées qui prévoit de prester encore un an chacune de leur côté. Finalement, à la suite de l'arrêt et de l'annulation de la saison 2020-2021 en raison de la Pandémie de Covid-19, les deux clubs sont passés aux actes .
Des anciennes couleurs des deux clubs le noir est conservé. Il est juxtaposé à l'orange et au blanc. Le choix sq'esport sur l'orange en référence ) un vieux club disparu et pionnier dans la localité, le Oranja Erpe
Pour la saison 2021-2022, Erpe-Mere United évolue en Division 3 Amateur VFV « série A ».
La fusion intervenue en 2021 ne met pas fin au projet initial (encore plus global avec d'autres cercles voisins) qui date.
de 2015-2016  puis ne se concrétise pas. Deux autres clubs de l'entité d'Erpe-Mere pourraient rejoindre le Erpe-Mere United: SK Aaigem (7938), et le K. FC Olympic Burst (3901) . En 2022, les dirigeants de ce dernier club délaissent la fusion potentielle et vendent leur matricule au K. OLSA  Brakel. 

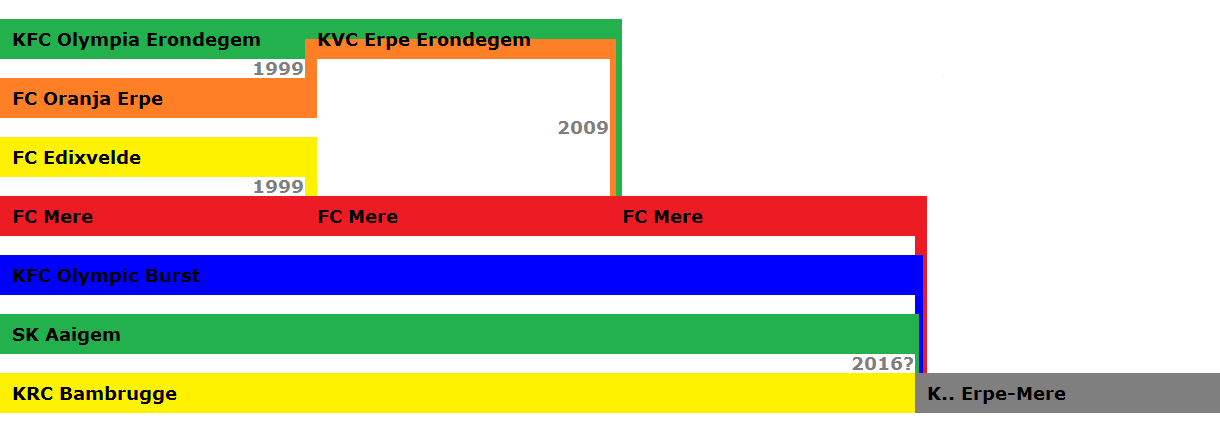
Anciennes prévisions de fusions entre les clubs de l'entité d'Erpe-Mere

- Le Steenbergcross est une compétition de cyclo-cross disputée à Steenberg dans Bambrugge à Erpe-Mere

### Repères historiques
À toutes fins utiles, ci-dessous les éléments clés des deux clubs fusionnés en Erpe-Mere United et des autres deux clubs susceptibles d'entrer dans cette fusion par la suite.
- 1928 : 22/05/1928, fondation de MEIRSCHE KLAUWAARTS comme section de football d'un cercle de théâtre appelé Vrij en Blij fondé en 1916. Cette section football s'affilie à la fédération appelé « Katholiek Vlaamsche Sportverbond ».
- 1943 : 16/05/1943, fondation de FOOTBALL CLUB OLYMPIC BURST qui s'affilie à l'URBSFA mle 20/08/1943 et se voit attribuer le n° de matricule 3901. Le club opte pour les couleurs « noir et blanc ». En octobre 1953, les couleurs deviennent « bleu et blanc ». Entre mars 1957 et août 1959, le cercle change ses couleurs en « bleu et noir ».
- 1944 : 31/03/1944, affiliation de MEIRSCHE KLAUWAARTS sous l'appellation de MERE FOOTBALL CLUB auprès de l'URBSFA. Attribution du n° de matricule 4057. Mere FC évolue en « rouge et noir ».
- 1949 : 16/08/1949, fondation du RACING CLUB BAMBRUGGE qui opte pour les couleurs « jaune et noir ».
- 1950 : 24/06/1950, RACING CLUB BAMBRUGGE s'affilie à l'URBSFA qui l'accepte comme « club débutant » et lui attribue le n° de matricule 5343.
- 1952 : 05/04/1952, RACING CLUB BAMBRUGGE (5343) est reconnu comme « club effectif » par l'URBSFA..
- 1973 : 01/04/1973, fondation du SPORTKRING AAIGEM qui s'affilie à l'URBSFA le 13/06/1973 et se voit attribuer le n° de matricule 7938. Le cercle choisit de jouer en « vert et noir ».
- 1993 : Reconnue « Société Royale », en juin 1993, FOOTBALL CLUB OLYMPIC BURST (3901) change son appellation en KONINKLIJKE FOOTBALL CLUB OLYMPIC BURST'' (3901) le 01/07/1993.
- 2000 : Reconnue « Société Royale », le 16/08/1999, RACING CLUB BAMBRUGGE (5343) change son appellation en KONINKLIJKE RACING CLUB BAMBRUGGE (5343) le 01/07/2000.
- 2021 : Le 01/07/2021, KONINKLIJKE RACING CLUB BAMBRUGGE (5343) fusionne avec MERE FOOTBALL CLUB pour former ERPE MERE UNITED (5343).